# Pycnandra caeruleilatex
Pycnandra caeruleilatex är en tvåhjärtbladig växtart som beskrevs av Swenson och Jérôme Munzinger. Pycnandra caeruleilatex ingår i släktet Pycnandra och familjen Sapotaceae. Inga underarter finns listade i Catalogue of Life.